# Černé divadlo
Černé divadlo je druh divadelní produkce, který využívá princip černého kabinetu: na zatemněném jevišti nejsou černě odění herci proti černému pozadí vidět. Zato rekvizity, osvětlené zdroji ultrafialového záření nebo pohyblivými bodovými reflektory a vedené herci, proti pozadí září. Tím se stávají schopné pohybu a tedy i vlastní „herecké akce“.

## Historie
Prapočátky černého divadla spadají do období starověké Číny, kdy princip podobných praktik využívali k mizení tamní bojovníci a občas byl využit při kouzelnických představeních pro zábavu tamních císařů. Odtud se přenesl v 18. století do Japonska a byl využíván v japonském loutkovém divadle bunraku. Počátky moderní formy vznikaly kolem roku 1950 zásluhou francouzského avantgardního loutkáře Georgese Lafaye. V roce 1955 jeho představení zhlédli loutkáři ze skupiny Salamandr a Divadla Spejbla a Hurvínka a přivezli tento druh divadla do Československa, kde se v šedesátých letech především zásluhou Jiřího Srnce (divadelník, scénograf, režisér, výtvarník, hudební skladatel a loutkář) rozšířilo o nové technologické divadelní postupy.
Po Sametové revoluci se Praha stala světovou základnou a domovem žánru černého divadla. Dlouhá léta se v Praze nacházelo okolo 10 divadelních souborů, které mimo své stálé scény, cestovaly s úspěchem po celém světě. Po období pandemie kovidu-19 v roce 2022 na stálé scéně v Praze působí pouze 4 stálé scény černého divadla a to Černé divadlo Jiřího Srnce, HILT black light theatre Prague, WOW show a Image theatre.